# Civitella dei Conti
Civitella dei Conti is een plaats (frazione) in de Italiaanse gemeente San Venanzo.